# Patrick Ochs
Patrick Ochs (Frankfurt am Main, 1984. május 14. –) német korosztályos válogatott labdarúgó, aki jelenleg az FSV Frankfurt játékosa.

## Pályafutása

### Fiatal évei
1989-ben került a Germania Enkheim amatőr klubjához, ahol egészen 1991-ig szerepelt. Ezt követően 2002-ig az Eintracht Frankfurt akadémiájának volt a tagja. A 2002-03-as szezont a Bayern München akadémiáján töltötte és a következő évben felkerült a második csapathoz. Itt együtt játszott Philipp Lahmmal és Bastian Schweinsteigerrel. 2003. augusztus 8-án a Schweinfurt 05 elleni bajnokin debütált, az 58. percben Markus Feulner cseréjeként. 2004. április 4-én megszerezte első gólját az 1. FC Kaiserslautern második csapata elleni bajnoki mérkőzésen.

### Eintracht Frankfurt
2004 nyarán visszatért egykori klubjába, az Eintracht Frankfurt csapatához. Augusztus 9-én debütált a Bundesliga 2-ben az Alemannia Aachen ellen és gólpasszt is jegyzett. Október 10-én a második csapatban az 1. FC Schwalmstadt ellen pályára lépett. Az Erzgebirge Aue elleni másodosztályú mérkőzésen gólt és gólpasszt jegyzett, majd a klub 3. helyen végzett a bajnokságban és feljutottak az első osztályba. 2005. Augusztus 7-én a Bundesligában is bemutatkozott a Bayer Leverkusen elleni 4-1-re elvesztett mérkőzésen. A szezont 28 bajnoki és 4 kupamérkőzéssel zárta, a kupában a Schalke 04 ellen a 85. percben szerzett gólt. Mivel a 2005–2006-os német kupagyőztes Bayern München kvalifikálta magát az UEFA-bajnokok ligájába, így a kupagyőztes jogán a döntős Eintracht Frankfurt indulhatott a 2006–2007-es UEFA-kupában.
A 2006-07-es szezonban az első gólját a Bayer Leverkusen ellen szerezte meg a 4. fordulóban. A Brøndby IF ellen nemzetközi szinten is bemutatkozott az UEFA-kupában. A következő két szezon során továbbra is alapember volt klubjában és 62 tétmérkőzésen lépett pályára. A 2009-10-es szezonban egy alkalommal pályára lépett ismét a tartalék csapatban a VfR Aalen ellen. A mérkőzés 59. percében Frank Leicht edző lecserélte őt és a helyére Sebastian Barth érkezett. November 28-án a felnőtt csapatban a Hertha BSC elleni bajnoki mérkőzésen megszerezte a szezonbeli egyetlen gólját. A szezon során több alkalommal is viselhette a csapatkapitányi karszalagot. A következő egyben utolsó szezonjában az Eintracht Frankfurt együttesében két bajnoki gólt is szerzett. 2010. augusztus 28-án a Hamburger SV ellen a 28. percben vezetést szerzett klubjának, amely végül 3-1-re kikapott. Szeptember 11-én a Borussia Mönchengladbach ellen ismét eredményes volt, az 50. percben Pirmin Schwegler passzából szerezte meg csapata 3. gólját a 4-0-ra megnyert találkozón. 7 szezon és 227 tétmérkőzés után távozott az Eintracht Frankfurt együttesétől.

### VfL Wolfsburg
2011 nyarán 4 évre szóló szerződést kötött a VfL Wolfsburg csapatával. Július 29-én a német kupában az RB Leipzig ellen debütált kezdőként, valamint a 22. percben sárga lapot kapott. 8 nappal később a bajnokságban is bemutatkozott az 1. FC Köln ellen, a 19. percben sárga lapot kapott, majd a 81. percben Alexander Madlung váltotta őt. A szezon során nem tudta magát beverekedni a keretbe, mindössze 13 bajnoki és 1 kupa mérkőzésen kapott lehetőséget. A következő szezonban a tartalék csapatban lépett pályára augusztus 4-én a TSV Havelse ellen. A hónap végén kölcsönbe került a TSG 1899 Hoffenheimbe.

### TSG 1899 Hoffenheim
A 2012-13-as szezont a Hoffenheim csapatába töltötte. Szeptember 16-án debütált az SC Freiburg ellen kezdőként, valamint a 30. percben szabálytalanság következtében sárga lapot kapott. Az Eintracht Frankfurt, a Bayern München, az 1. FSV Mainz 05 és a Schalke együttesei ellen játszotta végig a mérkőzéseket, de ennek ellenére se tudta magát beverekedni a kezdő csapatba. 12 mérkőzésen lépett pályára és ezeken gólt nem szerzett, csak 3 sárga lapot.

### Visszatérés a Wolfsburg csapatába
A 2013-14-es szezont már a VfL Wolfsburg játékosaként kezdte. Október 20-án lépett visszatérését követően először pályára az FC Augsburg ellen. November 2-án az Eintracht Frankfurt ellen két gólpasszt jegyzett és a mérkőzés embere lett. A 2. percben Bamba Anderson öngóljánál játszott szerepet, majd a 82. percben Maximilian Arnoldnak adott remek passzából született gól. Ezt követően egyre több mérkőzésen lépett pályára, majd a szezon vége felé már csak a kispadon kapott szerepet. A következő szezon első edzésén megsérült, ínszalag szakadást szenvedett és a szezon nagy részét ki kellett hagynia. 2015. március 7-én tért vissza a pályára, de csak a tartalékok között. A VfB Lübeck ellen a 18. percben gólpasszt adott Onel Hernándeznek, majd a 37. percben egy jobb lábas lövéssel szerzett gólt csapatának. Ezt követően még 3 mérkőzésen lépett pályára a második csapatban. A szezon végén a lejáró szerződését a Wolfsburg nem újította meg.

### FSV Frankfurt
Miután egy évig szabadon igazolható labdarúgó volt 2016 nyarán harmadosztályú FSV Frankfurt játékosa és csapatkapitánya lett. Július 30-án a Holstein Kiel ellen debütált a Frankfurt együttesében. Október 16-án az SC Fortuna Köln ellen a 30. percben gólpasszt adott Bentley Baxter Bahnnak, aki csapata 2. gólját szerezte meg a 6-0-ra megnyert találkozón.

## Válogatott
2005. augusztus 16-án a lengyel U21-es labdarúgó-válogatott ellen 3-1-re megnyert 2006-os U21-es labdarúgó-Európa-bajnokság selejtező mérkőzésén debütált a német U21-es labdarúgó-válogatottban, a 60. percben váltotta csereként Stefan Kießlinget. 2006-ban bekerült az U21-es labdarúgó-Európa-bajnokságra utazó keretbe, amelyen egy mérkőzésen lépett pályára. A tornán a francia U21-es labdarúgó-válogatott ellen kezdőként lépett pályára, majd a 70. percben váltotta Nando Rafael.

## Statisztika
2017. január 12-i állapotnak megfelelően.
| Klub információk | Klub információk       | Klub információk  | Bajnokság | Bajnokság | Kupa       | Kupa       | Nemzetközi | Nemzetközi | Összesen | Összesen |
| Szezon           | Klub                   | Bajnokság         | Mérk.     | Gólok     | Mérk.      | Gólok      | Mérk.      | Gólok      | Mérk.    | Gólok    |
| Németország      | Németország            | Németország       | Bajnokság | Bajnokság | Német kupa | Német kupa | Nemzetközi | Nemzetközi | Összesen | Összesen |
| ---------------- | ---------------------- | ----------------- | --------- | --------- | ---------- | ---------- | ---------- | ---------- | -------- | -------- |
| 2003–04          | Bayern München II      | Regionalliga Süd  | 25        | 1         | 0          | 0          | -          | -          | 25       | 1        |
| 2003–04          | Eintracht Frankfurt II | Oberliga Hessen   | 1         | 0         | -          | -          | -          | -          | 1        | 0        |
| 2009–10          | Eintracht Frankfurt II | Regionalliga Süd  | 1         | 0         | -          | -          | -          | -          | 1        | 0        |
| 2004–05          | Eintracht Frankfurt    | 2. Bundesliga     | 28        | 1         | 2          | 1          | -          | -          | 30       | 2        |
| 2005–06          | Eintracht Frankfurt    | Bundesliga        | 28        | 0         | 4          | 1          | -          | -          | 32       | 1        |
| 2006–07          | Eintracht Frankfurt    | Bundesliga        | 30        | 1         | 4          | 0          | 6          | 0          | 40       | 1        |
| 2007–08          | Eintracht Frankfurt    | Bundesliga        | 29        | 0         | 1          | 0          | -          | -          | 30       | 0        |
| 2008–09          | Eintracht Frankfurt    | Bundesliga        | 30        | 0         | 2          | 0          | -          | -          | 32       | 0        |
| 2009–10          | Eintracht Frankfurt    | Bundesliga        | 28        | 1         | 3          | 0          | -          | -          | 31       | 1        |
| 2010–11          | Eintracht Frankfurt    | Bundesliga        | 29        | 2         | 3          | 1          | -          | -          | 32       | 3        |
| 2011–12          | VfL Wolfsburg          | Bundesliga        | 13        | 0         | 1          | 0          | -          | -          | 14       | 0        |
| 2012–13          | TSG 1899 Hoffenheim    | Bundesliga        | 12        | 0         | 0          | 0          | -          | -          | 12       | 0        |
| 2013–14          | VfL Wolfsburg          | Bundesliga        | 17        | 0         | 2          | 0          | -          | -          | 19       | 0        |
| 2014–15          | VfL Wolfsburg          | Bundesliga        | 0         | 0         | 0          | 0          | 0          | 0          | 0        | 0        |
| 2012–13          | VfL Wolfsburg II       | Regionalliga Nord | 1         | 0         | -          | -          | -          | -          | 1        | 0        |
| 2014–15          | VfL Wolfsburg II       | Regionalliga Nord | 4         | 1         | -          | -          | -          | -          | 4        | 1        |
| 2016–17          | FSV Frankfurt          | 3. Liga           | 14        | 0         | 0          | 0          | -          | -          | 14       | 0        |
| Karrier összesen | Karrier összesen       | Karrier összesen  | 291       | 7         | 22         | 3          | 6          | 0          | 319      | 10       |

## Sikerei, díjai
- VfL Wolfsburg
  - Német kupa: 2014–15

## Család
Nagybátyja Thomas Klepper szintén labdarúgó volt. Pályafutása során megfordult az SV Darmstadt 98, az Eintracht Frankfurt és a Rot-Weiss Frankfurt együtteseiben.